# Contea di Saint John
La contea di Saint John è una contea nel sud del Nuovo Brunswick in Canada di 76.550 abitanti, che ha come capoluogo Saint John. La contea si affaccia sulla Baia di Fundy.

## Suddivisioni

### Comunità
| Statuto | Nome          | Parrocchia                  | Area km2 | Pop 2006 | Pop 1996 | Evoluzione |
| ------- | ------------- | --------------------------- | -------- | -------- | -------- | ---------- |
| City    | Saint John    | Parrocchia di Simonds       | 315,49   | 68 043   | 72 494   | - 6,1 %    |
| Village | Saint Martins | Parrocchia di Saint Martins | 2,29     | 386      | 386      | ---        |

### Parrocchie
| Nome                        | Area km2 | Pop 2011 | Comunità      | Unincorporated communities |
| --------------------------- | -------- | -------- | ------------- | --- |
| Parrocchia di Simonds       | 281,88   | 3 828    | Saint John    | Baxters Corner / Black River / Cape Spencer / Coleraine / Fairfield / Gardner Creek / Garnett Settlement / Grove Hill / Lake View Estates / Mispec / Otter Lake / Primrose / Quaco Road / Simonds / Upper Golden Grove / Upper Loch Lomond / West Beach / Willow Grove |
| Parrocchia di Musquash      | 235,54   | 1 200    |               | Chance Harbour / Dam Road / Dipper Harbour East / Dipper Harbour West / Five Fathom Hole / Gilmore Subdivision / Gooseberry Cove / Little Lepreau / Musquash / Point Lepreau / Prince of Wales / Sherwood Road / South Musquash                                        |
| Parrocchia di Saint Martins | 629,00   | 1 145    | Saint Martins | Bains Corner / Bay View / Burchills Flats / Chapel Flats / Chester / Drawlin Hill / Fair View / Hardingville / Little Beach / Mosher Hill / Orange Hill / Porter Road / Salmon River / Shanklin / Tynemouth Creek / West Quaco                                         |

## Infrastrutture e trasporti

### Highways
- Route 1
- Route 7

### Principal Routes
- Route 100
- Route 111

### Secondary Routes
- Route 790
- Route 795
- Route 820
- Route 825

### External Routes
- Nessuna